# Sparrow in the Treetop
«Sparrow in the Treetop» (укр. «Горобець у кроні дерева») — американська популярна пісня, написана Бобом Мерріллом. Пісня була опублікована в 1951 році.

## Версії пісні
Ґай Мітчелл, що записав найпопулярнішу версію пісні «Sparrow in the Treetop», досягнувши 8 місця у чартах Billboard.
Бінг Кросбі та Сестри Ендрюс записали свою версію 8 лютого 1951 року, яка також досягла 8 місця в чартах Billboard.
Рекс Аллен, що досяг 28 місця в тому ж чарті. Його варіант потрапив до хіт-параду Billboard «Hot Country Songs», досягнувши 10-го місця.